# Andreas Prommegger
Andreas Prommegger (* 10. November 1980 in Schwarzach im Pongau) ist ein österreichischer Snowboarder.

## Werdegang
Prommegger begann seine Laufbahn als Skisportler, wechselte aber bereits 1992 die Sportart und trat seitdem als Snowboarder an. Die ersten Wettkämpfe absolvierte er zwei Jahre später. 1995 wurde er in den Salzburger Landeskader aufgenommen und debütierte 1997 – nun als Mitglied des B-Kaders der österreichischen Nationalmannschaft – im Weltcup. Prommeggers bestes Ergebnis in dieser Wettkampfserie blieb lange Zeit ein 19. Rang, den er im November 1997 beim Parallelslalom in Sölden erreichte. Etwas mehr als zwei Jahre später erzielte der Österreicher sein erstes Weltcup-Top-Ten-Resultat, einen achten Platz beim Parallelslalom in Tandadalen. In dieser Zeit zählte der 20-Jährige bereits seit mehreren Jahren zur Juniorenweltspitze: 1998 hatte er eine Medaille bei den Juniorenweltmeisterschaften als Vierter nur knapp verpasst, ein Jahr später gewann er die Silbermedaille im Parallelriesenslalom und 2000 konnte er in dieser Disziplin sowie im Parallelslalom den Juniorenweltmeistertitel erringen.
In den folgenden Saisonen etablierte sich Prommegger auch bei den Erwachsenen in der erweiterten Weltspitze; ihm gelangen mehrere Siege im Europacup und regelmäßige Top-Ten-Platzierungen im Weltcup. Ab 2004 verzichtete er auf weitere Starts im Snowboardcross und konzentrierte sich auf die Paralleldisziplinen, in denen er bis dahin seine größten Erfolge erreicht hatte.

### Saison 2005/2006
Seit 2005 qualifizierte sich Prommegger für jedes Großereignis und erzielte dort kontinuierlich Ergebnisse zwischen Platz vier und Rang neun. Nachdem er in der Saison 2005/06 konstant gute Platzierungen erreicht hatte, galt der 25-Jährige auch bei seinen ersten Olympischen Spielen 2006 in Turin als Mitfavorit. Vor dem Start erklärte er, für ihn sei dabei sein bei Olympia „lange nicht alles“, er könne sich noch steigern und mit den Besten mithalten. Außerdem meinte Prommegger, der als „technisch ausgereifter ‚Gefühlsfahrer‘“ eingeschätzt wurde, der Olympiahang in Bardonecchia käme seiner Technik entgegen. Schließlich schied er im Achtelfinale aus und belegte den neunten Endrang.

### Saison 2007/2008
Nach weiteren zweiten und dritten Plätzen in den Jahren 2006 und 2007 gelang Andreas Prommegger im Januar 2008 im 146. Weltcuprennen der erste Sieg. Im spanischen La Molina gewann er vor seinem Teamkollegen und Freund Anton Unterkofler den Parallelriesenslalom, obwohl er sich vor dem Rennen die rechte Schulter ausgekugelt hatte.
Ein Jahr darauf triumphierte er in Sudelfeld zum zweiten Mal bei einem Weltcup und wiederholte diesen Erfolg zwölf Monate später beim gleichen Rennen. Da das Rennen in Sudelfeld der letzte Parallelriesenslalom vor den Olympischen Winterspielen 2010 in Vancouver war, geriet Prommegger erneut in die Favoritenrolle, die er positiv sah. Nach dem Sieg in der Qualifikation wiederholte sich in Vancouver dennoch das Resultat von Turin: Prommegger schied im Achtelfinale aus und platzierte sich auf Rang neun. Sein Mannschaftskamerad Benjamin Karl, den er noch bei der „Olympiageneralprobe“ geschlagen hatte, gewann im gleichen Rennen die Silbermedaille. Im Gesamtweltcup schnitt er dagegen so gut ab wie noch nie zuvor und erreichte den dritten Rang. Außerdem wurde er Zweiter des Disziplinenweltcups im Parallelriesenslalom. Diese Tendenz setzte Prommegger fort, als er das erste Rennen des Winters 2009/10 für sich entschied und dabei zum ersten Mal im Parallelslalom triumphierte. Im März 2010 wurde er österreichischer Meister im Parallel-Riesenslalom.

### Saison 2010/2011

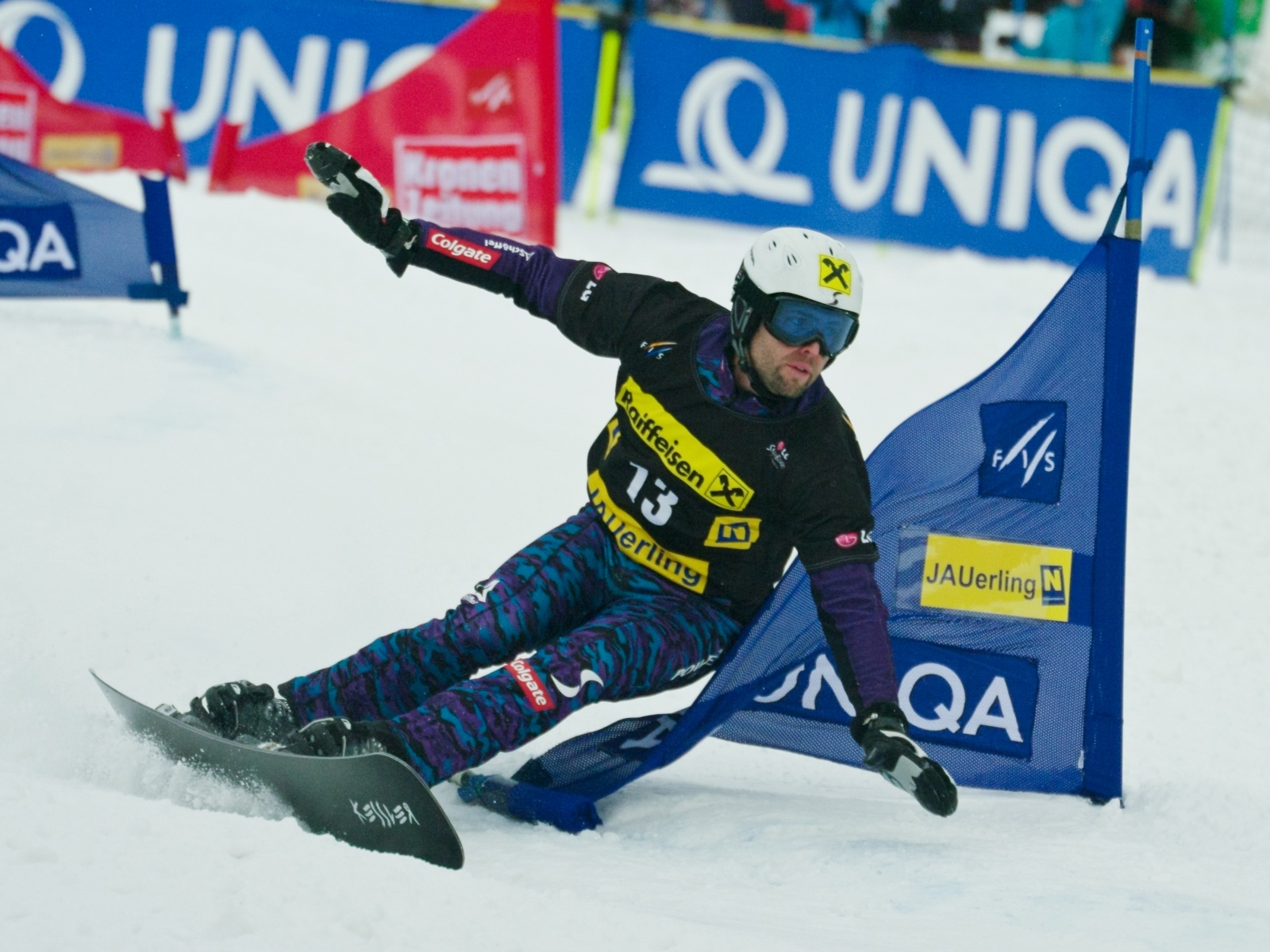
Andreas Prommegger in der Qualifikation des Weltcup Parallelslaloms am Jauerling am 13. Januar 2012

Zu Beginn der Saison 2010/11 siegte er in Landgraaf im Parallelslalom. Im weiteren Saisonverlauf erreichte er drei zweite Plätze im Parallel-Riesenslalom. Bei den Snowboard-Weltmeisterschaften 2011 in La Molina belegte er den 20. Platz im Parallel-Riesenslalom und den vierten Rang im Parallelslalom. Zum Saisonende gewann er den Parallel-Riesenslalom in Arosa und erreichte damit den zweiten Platz im Parallelweltcup. In der folgenden Saison kam er bei elf Weltcupteilnahmen, siebenmal aufs Podest. Dabei siegte er im Parallel-Riesenslalom in La Molina und in Stoneham.
In Jauerling gewann er den Parallelslalom und erreichte zum Saisonende den ersten Platz im Parallelweltcup. Auch in der folgenden Saison konnte er seine starken Leistungen wiederholen. Er holte vier Weltcupsiege, davon drei im Parallel-Riesenslalom und einen im Parallelslalom, und gewann den Parallel-Riesenslalomweltcup und wie im Vorjahr den Parallelweltcup. Bei den Snowboard-Weltmeisterschaften 2013 in Stoneham errang er den fünften Platz im Parallel-Riesenslalom und den vierten Rang im Parallelslalom.

### Saison 2013/2014
In der Saison 2013/14 erreichte er bei sechs Weltcupteilnahmen, dreimal die Top Zehn. Seine beste Platzierung dabei war der zweite Platz im Parallelslalom in Bad Gastein.
Bei den Olympischen Winterspielen 2014 in Sotschi belegte er den 13. Platz im Parallelslalom und den achten Rang im Parallel-Riesenslalom. Die Saison beendete er auf den siebten Platz im Parallelweltcup und den fünften Rang im Parallelslalomweltcup.
In der folgenden Saison nahm er im Weltcup an drei Rennen teil. Dabei war der achte Platz im Parallelslalom in Montafon sein bestes Resultat. Bei den Snowboard-Weltmeisterschaften 2015 am Kreischberg kam er auf den 14. Platz im Parallel-Riesenslalom und den 12. Rang im Parallelslalom.

### Saison 2016/2017
Prommegger setzte sich bei der Snowboard-WM 2017 in der Sierra Nevada im Finale gegen seinen Landsmann Benjamin Karl durch und holte sich nach 21 Starts bei Großereignissen erstmals eine Goldmedaille im Parallelslalom.
Einen Tag danach gab es im Parallel-Riesenslalom erneut das Finalduell gegen seinen Zimmerkollegen Benjamin Karl und wiederum ging der Sieg an Prommegger. Der Salzburger ist damit der dritte Doppel-Goldgewinner nach Jasey Jay Anderson (Whistler Mountain, 2005) und Benjamin Karl (La Molina, 2011). Am 18. März reichte ihm beim Parallel-Slalom in Winterberg Rang 13, um zum dritten Mal den Parallel-Disziplinen-Weltcup zu gewinnen.
Beim im Rahmen der Olympischen Winterspiele 2018 ausgetragenen Parallel-Riesenslalom schied der 37-Jährige am 24. Februar in der südkoreanischen Stadt Pyeongchang im Achtelfinale aus und belegte den zwölften Rang.

### Saison 2019/2020
Nach den wegen der COVID-19-Pandemie abgesagten Weltcupbewerbe in Livigno (Italien) und Winterberg (Deutschland) gab es keine Ersatzveranstaltungen, weshalb die Saison vorzeitig zu Ende gegangen ist. In der Saison 2019/20 sicherte sich Prommegger die kleine Kristallkugel in der Disziplin Snowboard-Parallelslalom.
Im März 2021 holte sich der 40-Jährige bei der WM in Slowenien im Parallelslalom hinter Benjamin Karl die Silbermedaille.

### Saison 2022/2023
Bei den Snowboard-Weltmeisterschaften 2023 im georgischen Bakuriani holte sich der 42-Jährige am 21. Februar den WM-Titel im Parallelslalom und somit sine dritte Goldmedaille.
Am Tag danach gewann er gemeinsam mit Sabine Schöffmann beim erstmals ausgetragenen Mixed-Teambewerb die Silbermedaille.

## Sportliche Erfolge

### Olympische Spiele
| Datum         | Ort         | Land | Disziplin             | Platzierung |
| ------------- | ----------- | ---- | --------------------- | ----------- |
| 24. Feb. 2018 | Pyeongchang | KOR  | Parallel-Riesenslalom | 12          |
| 22. Feb. 2014 | Sotschi     | RUS  | Parallelslalom        | 13          |
| 19. Feb. 2014 | Sotschi     | RUS  | Parallel-Riesenslalom | 8           |
| 22. Feb. 2006 | Turin       | ITA  | Parallel-Riesenslalom | 9           |

### Weltmeisterschaften
- Berchtesgaden 1999: 43. Snowboardcross
- Madonna di Campiglio 2001: 10. Parallel-Riesenslalom, 22. Snowboardcross, 23. Parallelslalom
- Whistler 2005: 5. Parallel-Riesenslalom, 9. Parallelslalom
- Arosa 2007: 4. Parallelslalom, 5. Parallel-Riesenslalom
- Gangwon 2009: 6. Parallel-Riesenslalom, 7. Parallelslalom
- La Molina 2011: 4. Parallelslalom, 20. Parallel-Riesenslalom
- Stoneham 2013: 4. Parallelslalom, 5. Parallel-Riesenslalom
- Kreischberg 2015: 12. Parallelslalom, 14. Parallel-Riesenslalom
- Sierra Nevada 2017: 1. Parallelslalom, 1. Parallel-Riesenslalom
- Park City 2019: 6. Parallelslalom, 16. Parallel-Riesenslalom
- Rogla 2021: 2. Parallelslalom, 16. Parallel-Riesenslalom
- Bakuriani 2023: 1. Parallelslalom, 2. Parallel-Team, 6. Parallel-Riesenslalom
- Engadin 2025: 3. Parallel-Team, 4. Parallelslalom, 5. Parallel-Riesenslalom

### Weltcup
- 25 Weltcupsiege (18 × Parallel-Riesenslalom, 7 × Parallelslalom)

| Datum             | Ort         | Land        |
| ----------------- | ----------- | ----------- |
| 19. Januar 2008   | La Molina   | Spanien     |
| 31. Januar 2009   | Sudelfeld   | Deutschland |
| 6. Februar 2010   | Sudelfeld   | Deutschland |
| 27. März 2011     | Arosa       | Schweiz     |
| 22. Februar 2012  | Stoneham    | Kanada      |
| 10. März 2012     | La Molina   | Spanien     |
| 21. Dezember 2012 | Carezza     | Italien     |
| 14. Februar 2013  | Sotschi     | Russland    |
| 16. März 2013     | La Molina   | Spanien     |
| 27. Februar 2016  | Kayseri     | Türkei      |
| 12. Februar 2017  | Pyeongchang | Südkorea    |
| 5. März 2017      | Kayseri     | Türkei      |
| 20. Jänner 2018   | Rogla       | Slowenien   |
| 17. Februar 2019  | Pyeongchang | Südkorea    |
| 15. Dezember 2022 | Carezza     | Italien     |
| 24. Februar 2024  | Krynica     | Polen       |
| 18. Januar 2025   | Bansko      | Bulgarien   |
| 2. März 2025      | Krynica     | Polen       |

| Datum             | Ort           | Land        |
| ----------------- | ------------- | ----------- |
| 10. Oktober 2010  | Landgraaf     | Niederlande |
| 13. Januar 2012   | Jauerling     | Österreich  |
| 11. Januar 2013   | Bad Gastein   | Österreich  |
| 7. Dezember 2019  | Bannoye       | Russland    |
| 25. Januar 2020   | Piancavallo   | Italien     |
| 12. Dezember 2021 | Bannoye       | Russland    |
| 19. März 2022     | Berchtesgaden | Deutschland |

#### Weltcupsiege im Team
| Nr. | Datum           | Ort         | Disziplin                    |
| --- | --------------- | ----------- | ---------------------------- |
| 1.  | 13. Januar 2021 | Bad Gastein | Parallelslalom Team 1        |
| 2.  | 11. Jänner 2023 | Bad Gastein | Parallelslalom Team 2        |
| 3.  | 17. Jänner 2024 | Bad Gastein | Parallelslalom Team 3        |
| 4.  | 28. Jänner 2024 | Simonhöhe   | Parallel-Riesenslalom Team 3 |
| 5.  | 15. Jänner 2025 | Bad Gastein | Parallelslalom Team 3        |

### Europacup
- 14 Europacupsiege (9 × Parallel-Riesenslalom, 3 × Parallelslalom, 1 × Snowboardcross, 1 × Riesenslalom)

| Datum             | Ort             | Land        |
| ----------------- | --------------- | ----------- |
| 3. Februar 2003   | Berchtesgaden   | Deutschland |
| 28. Februar 2003  | Radstadt        | Österreich  |
| 8. März 2003      | Borovets        | Bulgarien   |
| 29. Dezember 2003 | Berchtesgaden   | Deutschland |
| 11. Dezember 2004 | Haus im Ennstal | Österreich  |
| 10. Dezember 2005 | Haus im Ennstal | Österreich  |
| 29. Dezember 2005 | Bischofswiesen  | Deutschland |
| 29. Dezember 2007 | Bischofswiesen  | Deutschland |
| 9. Dezember 2012  | Lachtal         | Österreich  |

| Datum           | Ort         | Land       |
| --------------- | ----------- | ---------- |
| 22. Januar 2000 | Kreischberg | Österreich |

| Datum            | Ort                    | Land       |
| ---------------- | ---------------------- | ---------- |
| 18. Februar 2001 | Sankt Johann im Pongau | Österreich |
| 13. Januar 2002  | Sankt Johann im Pongau | Österreich |
| 18. Januar 2004  | Sankt Johann im Pongau | Österreich |

| Datum           | Ort                    | Land       |
| --------------- | ---------------------- | ---------- |
| 12. Januar 2002 | Sankt Johann im Pongau | Österreich |

### Weltcup-Gesamtplatzierungen
| Saison    | Parallel | Parallel | Parallel-Riesenslalom | Parallel-Riesenslalom | Parallelslalom | Parallelslalom |
| Saison    | Punkte   | Platz    | Punkte                | Platz                 | Punkte         | Platz          |
| --------- | -------- | -------- | --------------------- | --------------------- | -------------- | -------------- |
| 1999/2000 | 1326     | 21.      | 1326                  | 21.                   | -              | -              |
| 2000/01   | -        | -        | -                     | -                     | 2645           | 15.            |
| 2001/02   | 158      | 37.      | 1440                  | 25.                   | 700            | 23.            |
| 2002/03   | 726      | 35.      | -                     | -                     | -              | -              |
| 2003/04   | 4140     | 12.      | -                     | -                     | -              | -              |
| 2004/05   | 4040     | 7.       | -                     | -                     | -              | -              |
| 2005/06   | 4060     | 4.       | -                     | -                     | -              | -              |
| 2006/07   | 3250     | 9.       | -                     | -                     | -              | -              |
| 2007/08   | 4960     | 3.       | -                     | -                     | -              | -              |
| 2008/09   | 4150     | 4.       | -                     | -                     | -              | -              |
| 2009/10   | 5410     | 2.       | -                     | -                     | -              | -              |
| 2010/11   | 5740     | 2.       | -                     | -                     | -              | -              |
| 2011/12   | 6950     | 1.       | -                     | -                     | -              | -              |
| 2012/13   | 4660     | 1.       | 3660                  | 1.                    | 1400           | 4.             |
| 2013/14   | 1900     | 7.       | 700                   | 9.                    | 1200           | 5.             |
| 2014/15   | 810      | 26.      | 290                   | 26.                   | 520            | 24.            |
| 2015/16   | 2940     | 4.       | 1680                  | 3.                    | 1260           | 9.             |
| 2016/17   | 4500     | 1.       | 3300                  | 2.                    | 1200           | 5.             |
| 2017/18   | 3458,2   | 7.       | 2780                  | 7.                    | 678,2          | 12.            |
| 2018/19   | 3596     | 6.       | 3070                  | 2.                    | 486            | 25.            |
| 2019/20   | 3580     | 6.       | 1320                  | 15.                   | 2260           | 1.             |
| 2020/21   | 339      | 2.       | 180                   | 5.                    | 159            | 5.             |
| 2021/22   | 383      | 4.       | 117                   | 14.                   | 266            | 1.             |
| 2022/23   | 465      | 3.       | 336                   | 2.                    | 129            | 10.            |
| 2023/24   | 560      | 2.       | 329                   | 2.                    | 231            | 5.             |
| 2024/25   | 731      | 2.       | 495                   | 2.                    | 236            | 4.             |